# Dolichopus austriacus
Dolichopus austriacus är en tvåvingeart som beskrevs av Octave Parent 1927. Dolichopus austriacus ingår i släktet Dolichopus och familjen styltflugor. Arten är reproducerande i Sverige. Inga underarter finns listade i Catalogue of Life.